# Teixit (tèxtil)

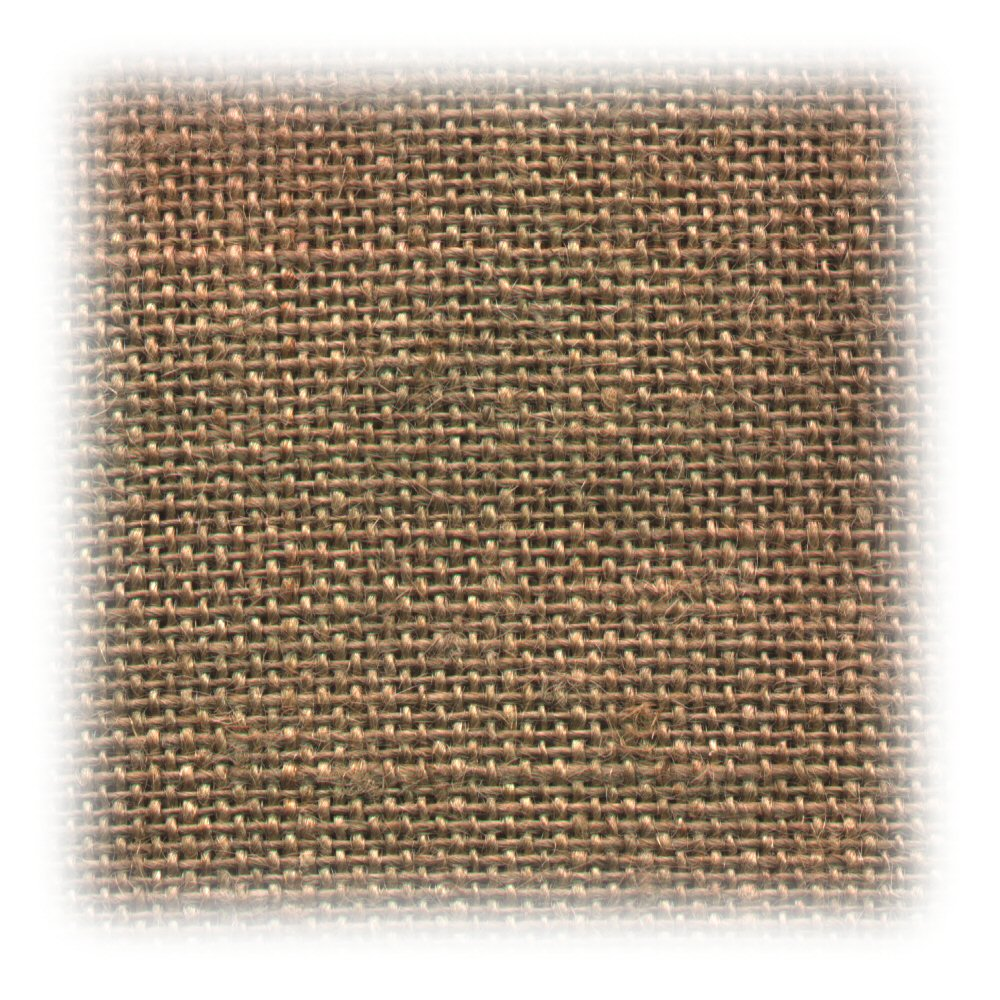
Teixit de jute.

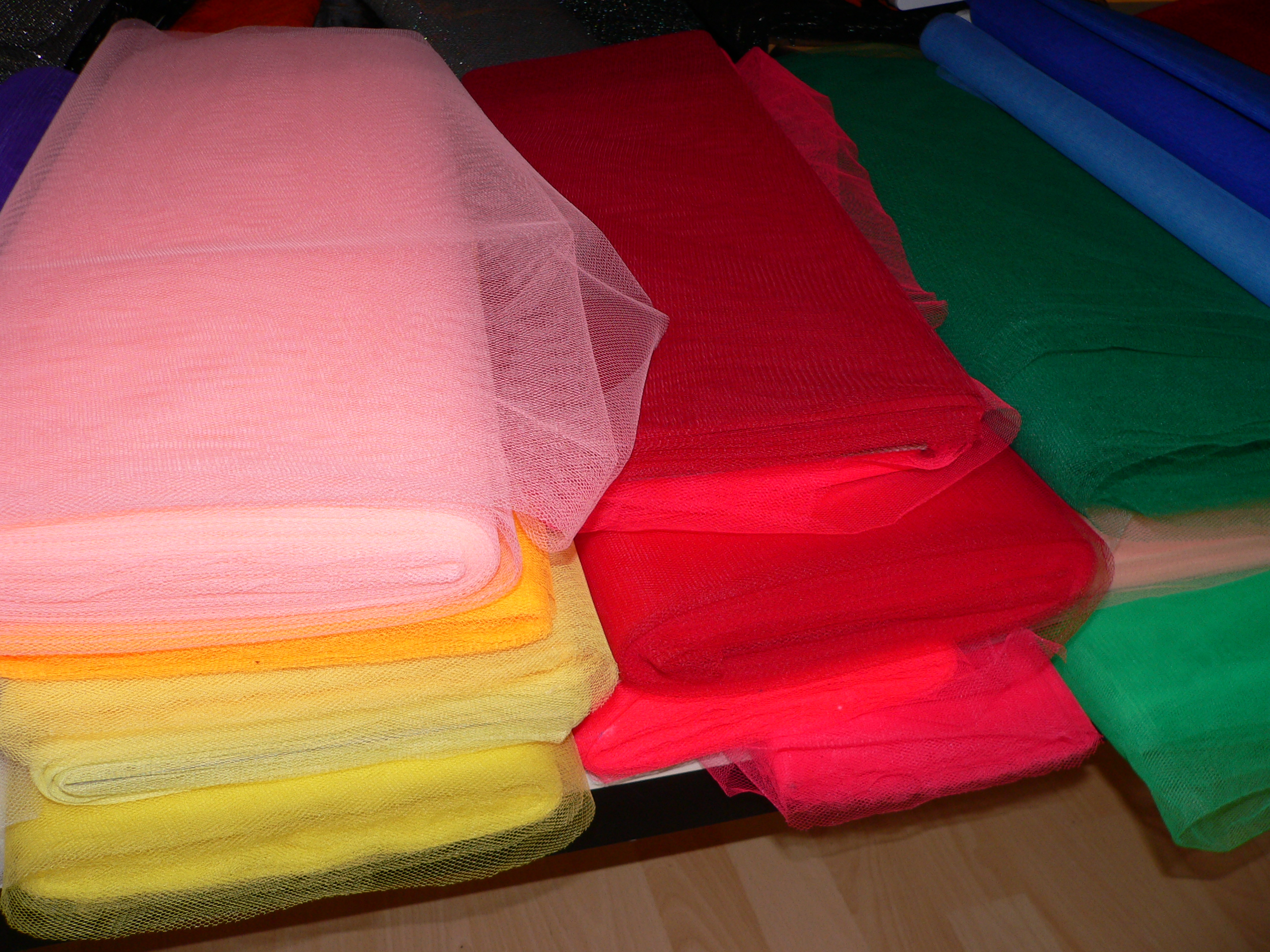
Rotllos de tela tenyida, d'Alemanya.

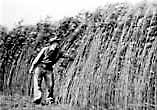
Camp de cànem als Estats Units, subvencionat pel Govern nord-americà durant la Segona Guerra Mundial, per a la campanya «Cànem per la victòria» (1942).

El teixit o la tela és un producte tèxtil resultat de teixir fils, filaments o fibres. És una estructura laminar flexible, resultant de la unió de fils sobre fibres de manera coherent a l'entrellaçat o en unir-los per altres mitjans. A la indústria que fabrica teles teixides a partir de fils se l'anomena en general teixidura. Són propietats de les teles —que en determinen la qualitat i diversos usos— la permeabilitat a l'aire, la permeabilitat a l'aigua, la tenacitat (màxima tensió que suporta sense trencar), la solidesa de colors, l'elasticitat, la densitat (pes per unitat d'àrea), el gruix i la resistència tèrmica.

## Tipus
Hi ha dos tipus de teixits:
- Teixits plans, que es divideixen en tres tipus (per l'entrellaçat de la trama amb l'ordit):
  -  Tafetà : la trama passa alternativament per sobre i per sota de cada fil o conjunt de fils en què es divideix l'ordit, a manera d'un senzill enreixat.
  -  Sarja: l'ordit es divideix en sèries curtes de fils (de tres, quatre o cinc), dels quals només un cobreix la trama en la primera passada i el següent fil a la segona passada, etc. Resulta en un teixit a espina.
  -  Ras  o  setí : els fils de l'ordit es divideixen en sèries grans que per a la sarja (de cinc a vuit sèries). D'aquests fils, cadascú només cobreix la trama en la primera passada, a la següent, el tercer saltant un i així successivament. D'aquí resulta que, tenint l'ordit pocs enllaços amb la trama i sent aquesta de seda, la superfície del teixit apareix brillant. Per això rep també el nom de  setí .
- Teixits de punt
  -  D'ordit 
  -  De trama

## Història
Els principals materials aprofitats per la indústria ja des de molt antic han estat els següents:
1. Cànem: utilitzat àmpliament en nombroses cultures des de molt antic (a la Xina aproximadament des de fa més de 6000 anys) no només pel seu potencial tèxtil d'alta i variada qualitat, sinó també per altres aplicacions, tant de la seva fibra com d'altres parts de la planta.
2. Seda, utilitzada en Xina des del 2700 aC (segons alguns historiadors). A Europa va ser coneguda com a material tèxtil (encara que no es coneixia encara el cuc) des del segle ii aC Els perses de la dinastia sassànida la collien ja des del segle IV dC i en aquest mateix segle es teixia a Grècia, després de rebre-la en brut des d'Àsia. En l'Imperi romà es va començar a cultivar a l'època de l'emperador Justinià I (segle vi) en què uns missioners la van importar de la Xina.
3. Lli : conegut sobretot en Egipte on s'han trobat llenços embolicant les mòmia s.
4. Llana : molt en ús des del temps dels patriarques hebreus, ja que eren pastors d'ovelles (d'on extreien el material).
5. Cotó , procedent de l'Índia i introduït a Europa (primer a Grècia) per les conquestes d'Alexandre el Gran cap al 333 aC
6. Byssus   (o  biso ): espècie de lli de molt fina textura, que va estar en ús fins a l'època de les Croades.
7. Fil d'or  o  plata daurada : es va usar des de molt antic en els teixits preciosos d'Àsia, ja en forma de fil molt fi, ja en forma de làmina o hojuela també molt fina. Però el més normal era, com ara, utilitzar aquests metalls enrotllats en forma d'hèlix sobre un fil (ànima) de lli o seda, al que s'anomena també «fil d'or». De la mateixa manera, s'usa d'antic l'anomenat «or del Japó» o «or de Xipre» (portat a Europa per les Croades i pels àrabs, fabricat després a Itàlia i usat fins a mitjans del segle XVI) que es forma per una vitela o pel·lícula daurada molt fina i resistent enrotllada a un fil ordinari. Quan s'empren fils de coure daurat en els teixits, es diuen «entrefí» i si són de coure «Similor» o «oripell», «or fals». Les edats antiga i mitja no van conèixer els entrefina ni els Similor causa de la seva invenció més recent.

## Propietats mecàniques
Quan un teixit ha de suportar forces exteriors hi ha dos conceptes importants a considerar:
- la tensió per unitat de longitud
- el coeficient de deformació

En termes més planers, el que interessa és saber quan aguantarà un teixit abans de trencar-se. I quan s'allargarà quan estigui sotmés a un esforç determinat.
Una qualitat a recordar és que els teixit són notablement resistents als esforços de tracció. Però no poden resistir esforços de compressió ni de flexió. Si estirem un mocador aguanta bastant, però és molt fàcil plegar-lo o rebregar-lo.

### Materials amb propietats similars
Pel que fa a les propietats mecàniques hi ha altres materials molt semblants als teixits: els no teixits, les pells dels animals, les làmines de plàstic primes i flexibles, alguns tipus de paper, làmines primes d'alumini, etc.

## Productes derivats
Els productes derivats dels teixits i materials mecànicament semblants són molt nombrosos. Per a facilitat la consulta s'exposaran en apartats separats.

## Tendes de campanya i similars
Les tendes són un exemple típic dels elements objecte de l'article. Generalment consten d'alguns elements estructurals rígids que suporten una superfície flexible i plegable.

### Habitatges ètnics tradicionals
- Iurta o guer.[4]

Els diversos models de iurtes s'assemblen bastant. Consten d'elements rígids que formen una estructura cilíndrica aixafada que va folrada amb peces de feltre. L'estructura de les parets es munta a partir de diversos elements reixats que es despleguen abans de muntar l'habitatge i es col·lapsen quan cal transportar-lo.
- Tipi. Tenda cònica formada per perxes de fusta originalment folrades de pells de bisó. Habitatge tradicional dels indis americans de les planures.[6]
- Haima. Tenda tradicional dels beduïns i altres habitants dels deserts.[7] La tela era de llana teixida de cabra o de camell. Les perxes de fusta d'arbres secs enterrats a la sorra des de feia segles.[8]

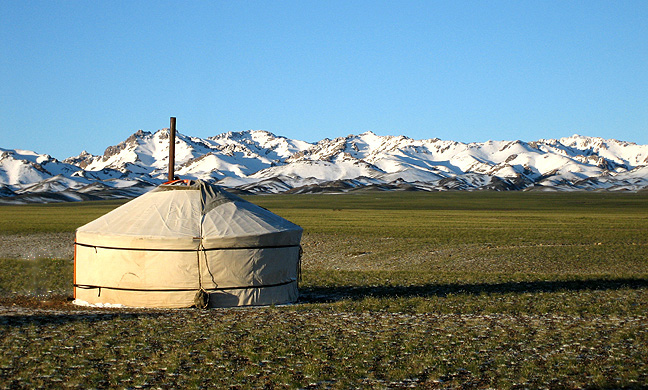
Iurta mongola
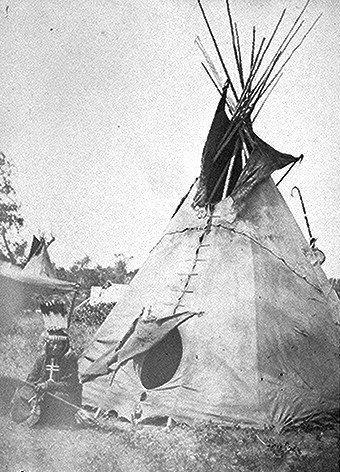
Tipi Cheyenne
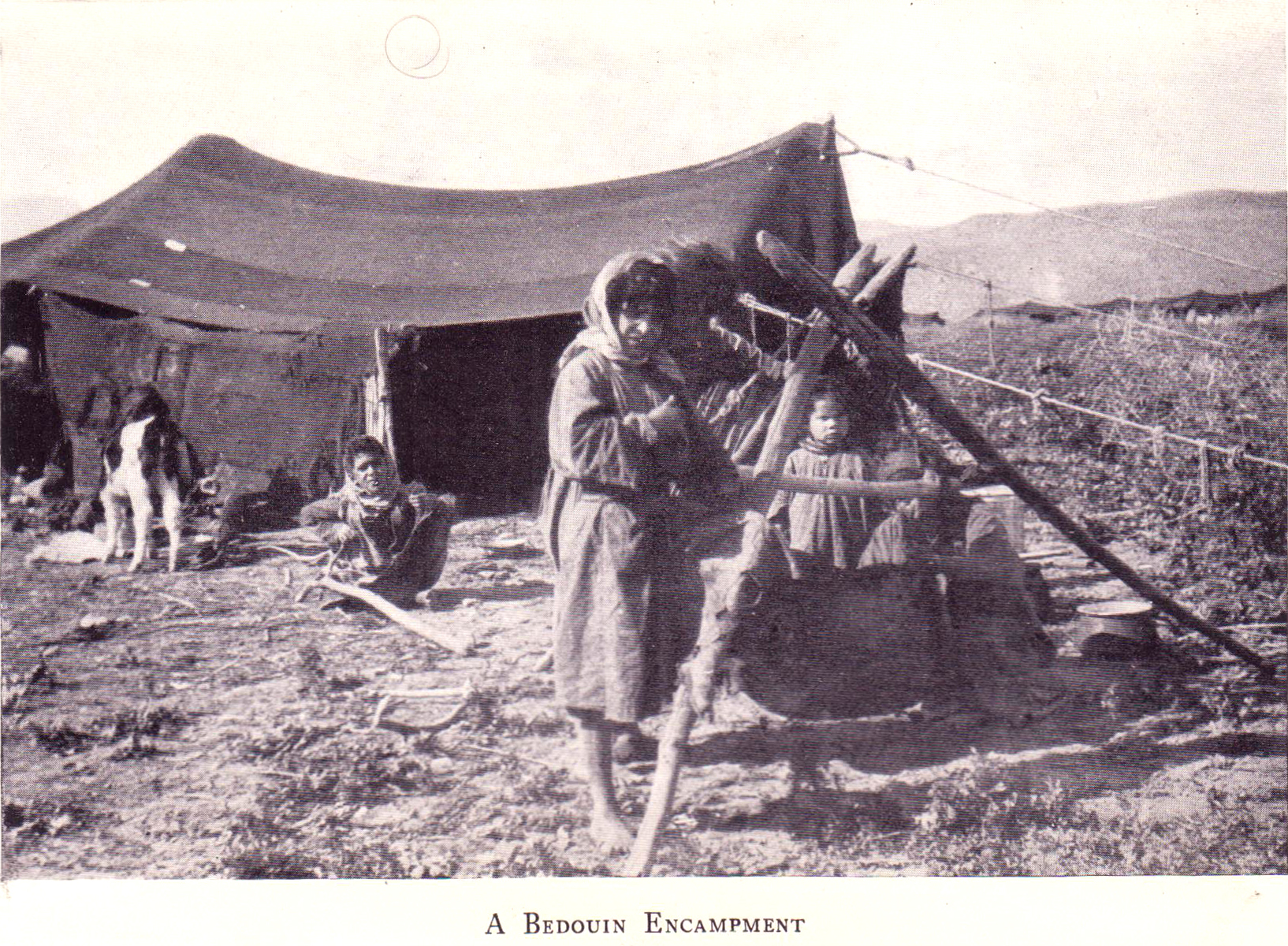
Haima beduïna

### Tendes militars i professionals
- Les tendes dels campaments romans ocupaven deu peus (més dues vegades dos peus, per als "vents" de tensió). Allotjaven vuit soldats.(Segons l'obraLiber de munitionibus castrorum, atribuïda a Hyginus Gromaticus.[9][10]

### Tendes de campanyaesportives
- Amb elements estructurals rígids
  - Les tendes clàssiques eren de lli o de cotó, amb elements rígids de fusta. Posteriorment la tela va passar a ser sintètica (tot i que encara hi ha tendes de cotó) i els elements rígids són tubs d'alumini. La forma més típica recordava una caseta.
- Amb elements estructurals flexibles
  - Hi ha moltes tendes modernes de formes arrodonides. La tela és sintètica. Els elements estructurals son barres flexibles rodones o planes. En estat de repòs, aquestes barres són rectes. Quan es munta la tenda queden deformades en ser forçades cadascuna dins d'una beina de la tenda. Així actuen de molla i mantenen la forma de la tenda.

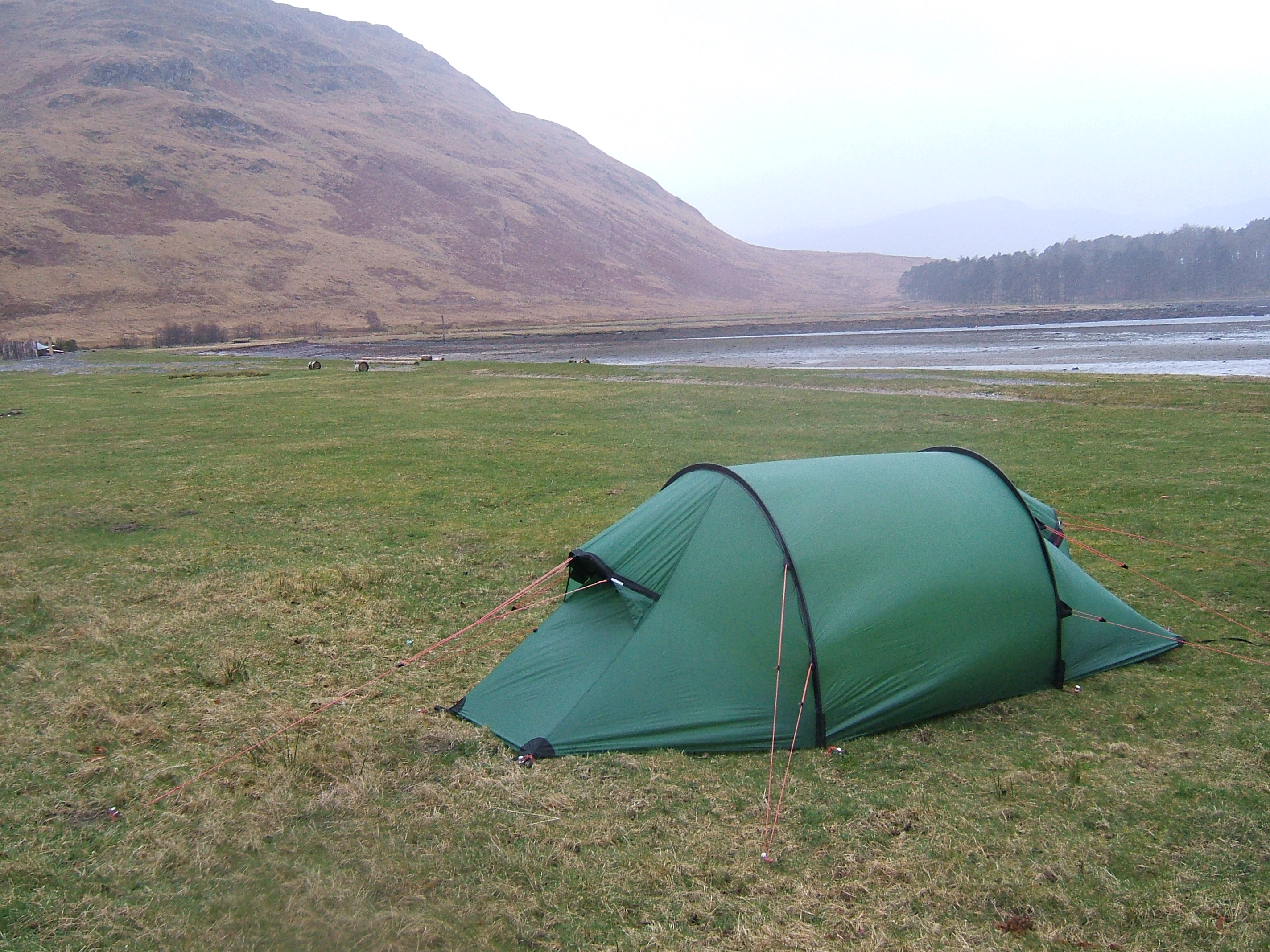
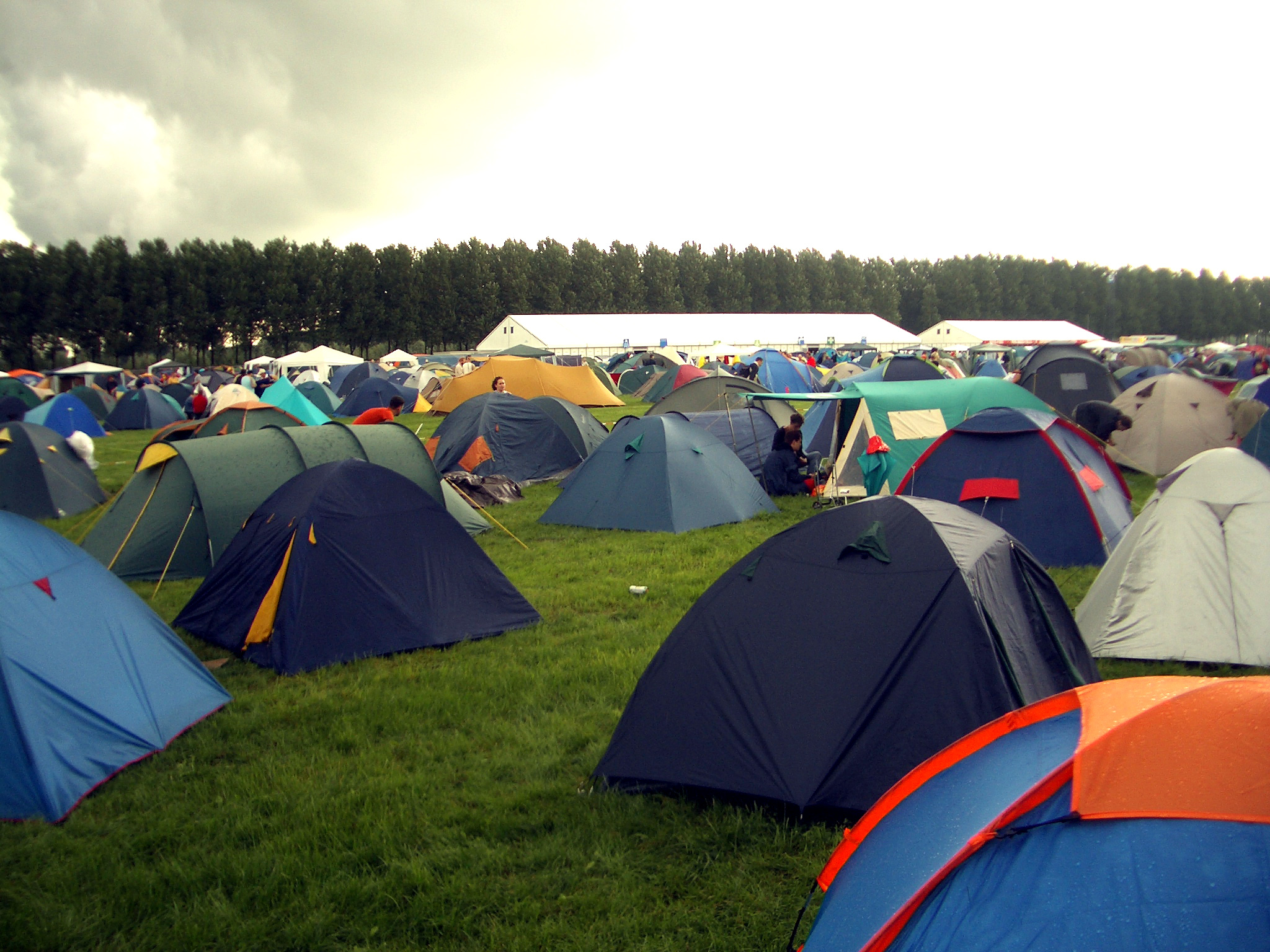
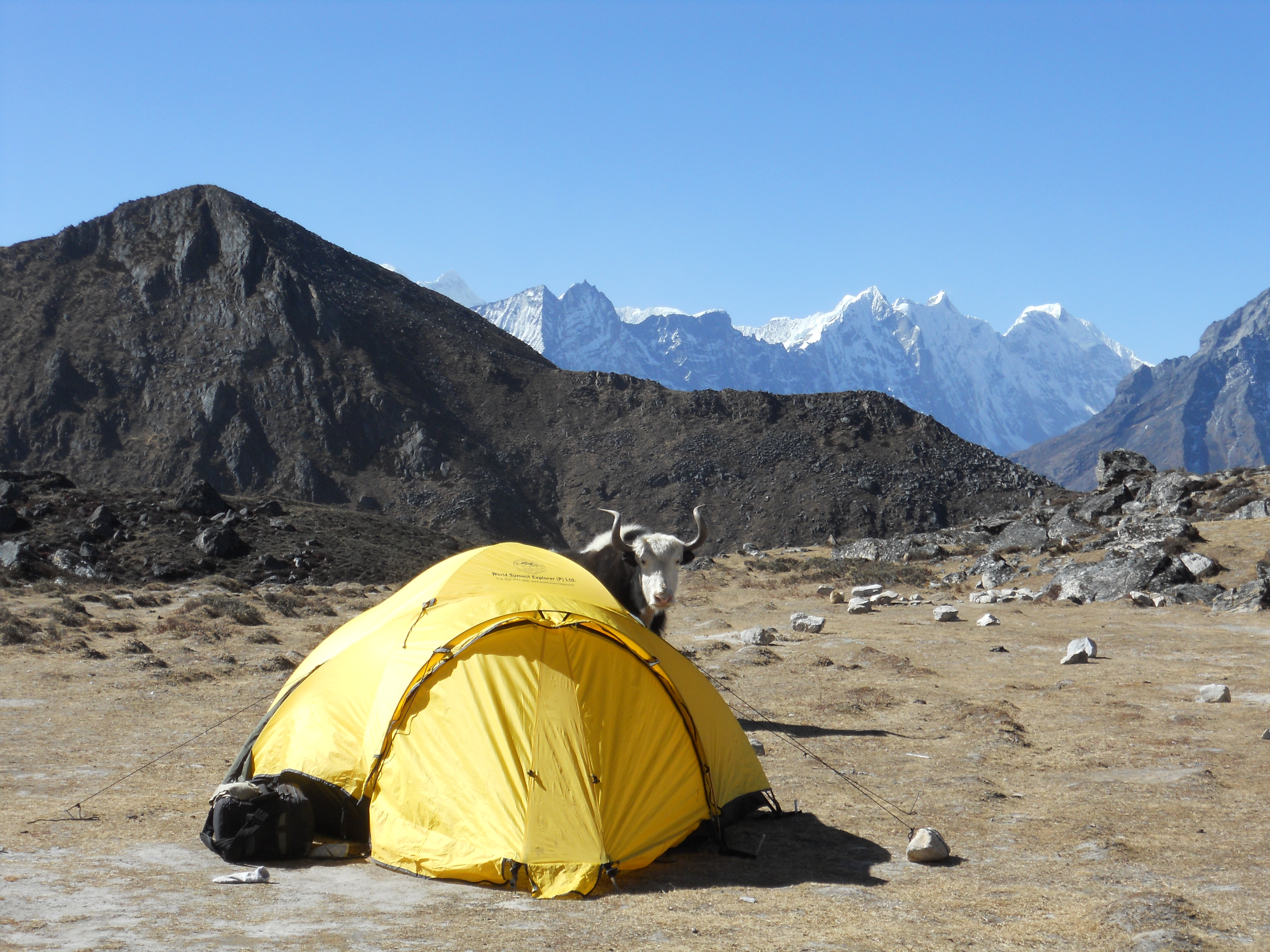

### Carpes i estructures semblants
Hi ha diverses menes de recintes coberts construïts amb sostres de teixit -o materials semblants- sobre una estructura rígida i desmuntable. Alguns models són molt antics i altres de creació relativament moderna. Alguns dels models es llisten a continuació.
- Carpa de festes
- Marquesina.[11]
- Carpa plegable

### Pavellons
Estrictament un pavelló és una tenda de campanya de forma aproximadament cònica. En aquest apartat vol significar qualsevol tenda luxosa pertanyent a una persona important, amb independència de la forma. (De fet les úniques descripcions i representacions gràfiques de pavellons són les tendes de grans personatges).
Molts personatges, civils o militars, disposaven de pavellons especialment grans i luxosos quan anaven en expedicions militars o de caça. Un cas extrem 
era el del palau d'estiu de Kubilai Khan descrit per Marco Polo. Sense oblidar el sagrat Tabernacle dels jueus.

#### Altres pavellons
- Pavelló octogonal immens i costós de Neró. Enfonsat amb el vaixell que el transportava.[16]
- Pavelló de Lluís IX de França. Segons una descripció escrita era magnífic i de color escarlata. En una miniatura la tela és blava amb moltes flors de lis.[17]

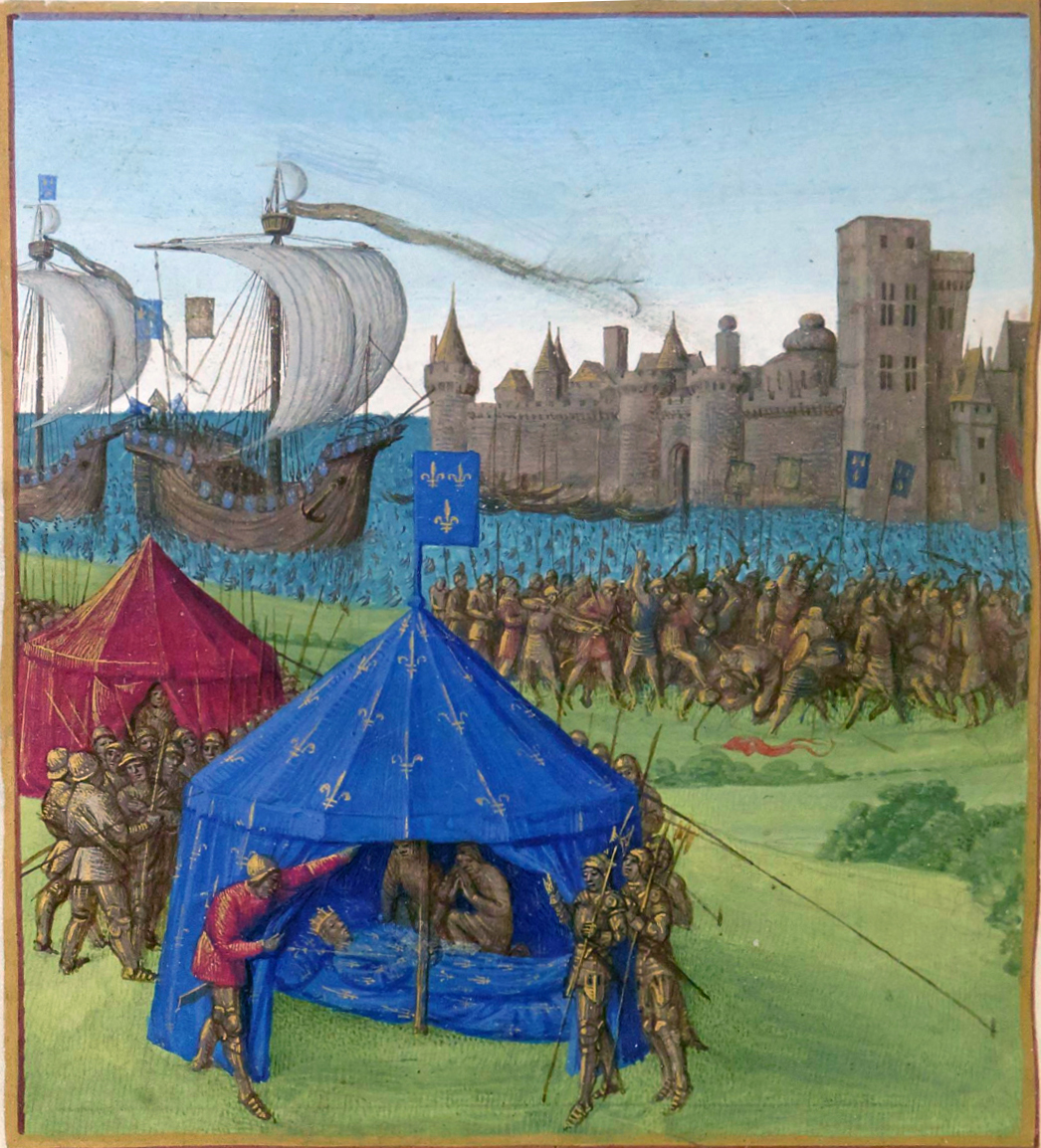
Mort de Lluís IX de França
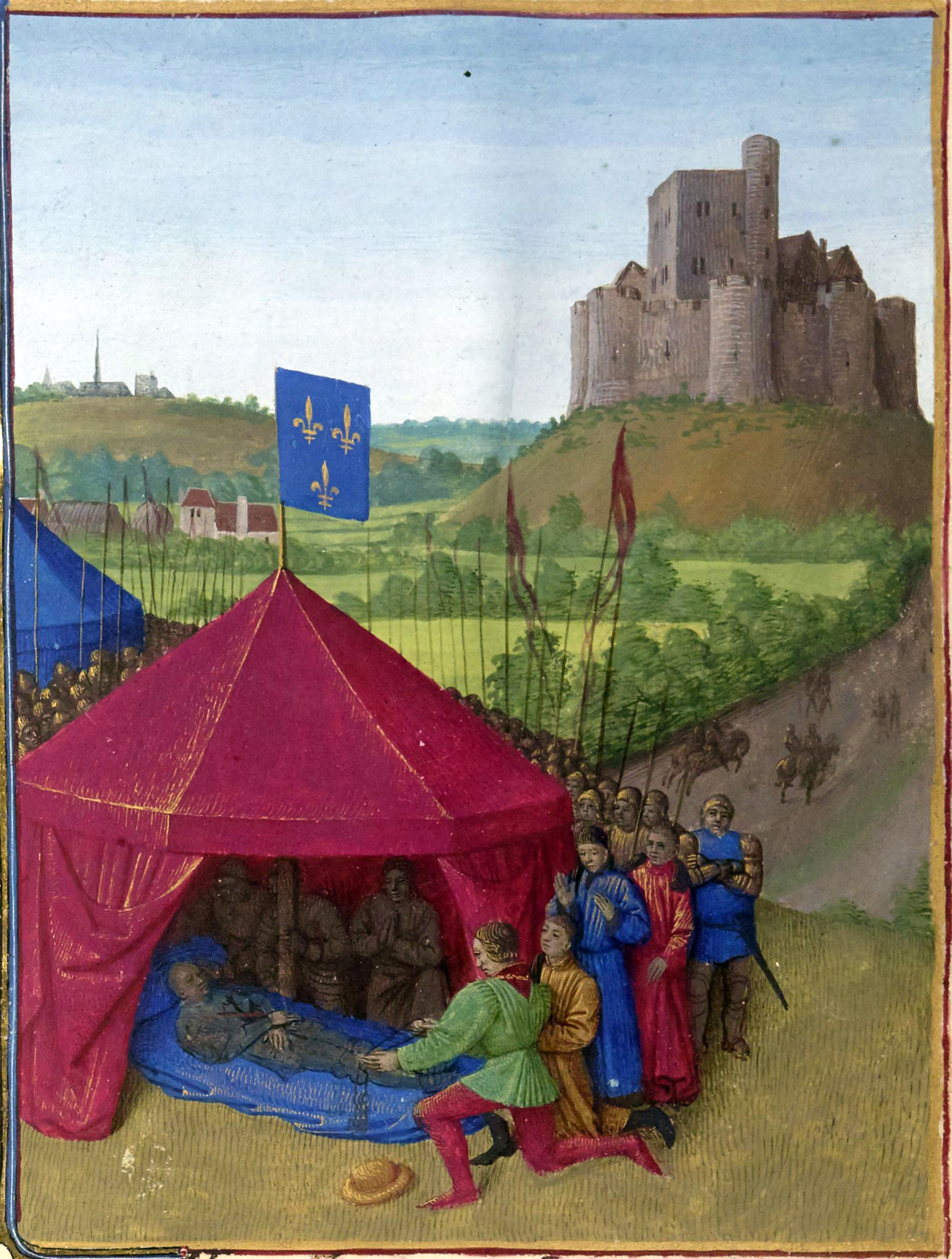
Mort de Bertrand du Guesclin
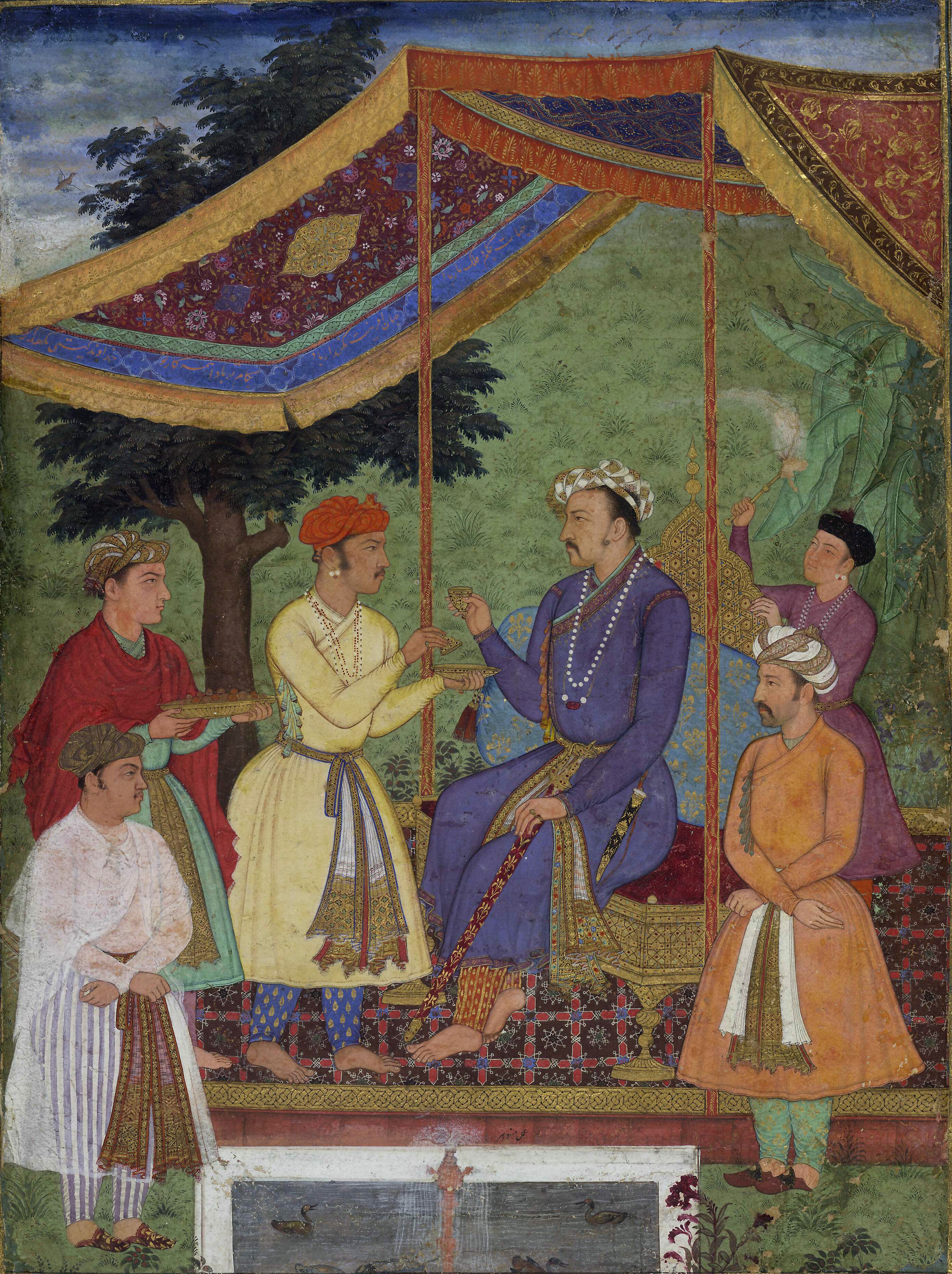
Emperador Jahangir sota un umbracle

## Envelats

### Envelats tradicionals
- El Colisseu de Roma disposava d'un sistema de tendals que permetia cobrir una part de les grades -o totes- per a protegir-les del sol.[18]
- Alguns carrers de ciutats mediterrànies es cobrien i cobreixen a l'estiu amb envelats.[19]
- El Born de Barcelona es cobria amb un envelat en la celebració d'algunes justes. També es va fer l'any 1467 amb motiu del jurament de Ferran el Catòlic.[20]

## Elements amb superfície de forma funcional
Hi ha elements fabricats totalment o parcial amb teixits la forma dels quals és determinant per a les prestacions exigides. A continuació alguns exemples.
- Vela de vaixell
- Paracaigudes
- Parapent
- Ales d'avió folrades de tela
- Les pales o veles dels molins de vent tradicionals.

## Usos aeronàutics
- Globus aerostàtics
  - D'hidrogen o d'heli
  - D'aire calent
- Coberta exterior de dirigibles
- Elements interiors de dirigibles
- Ales d'avió folrades de tela

## Elements de transport de sòlids
- Sacs.
- Alforges
- Bosses
- Farcells
- Cabassos
- Sàrries
- Paperines
- Paquets de paper

## Elements de transport i emmagatzematge de líquids
- Odres
- Botes de pell
- Galledes de lona
- Dipòsits flexibles
- Mànegues de bomber

## Capotes i cobertes de vehicles

### Carros i carretes

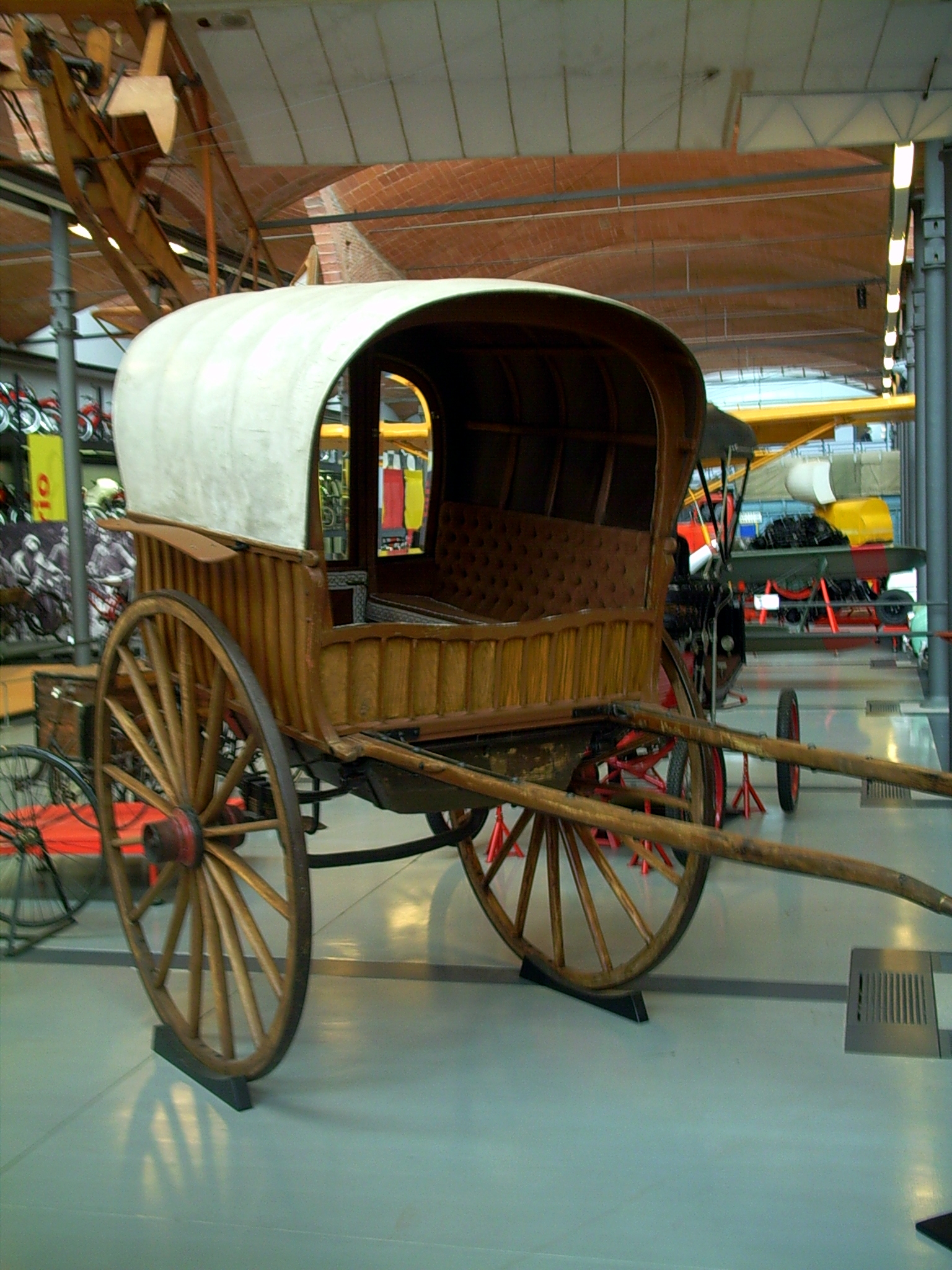
Tartana catalana.
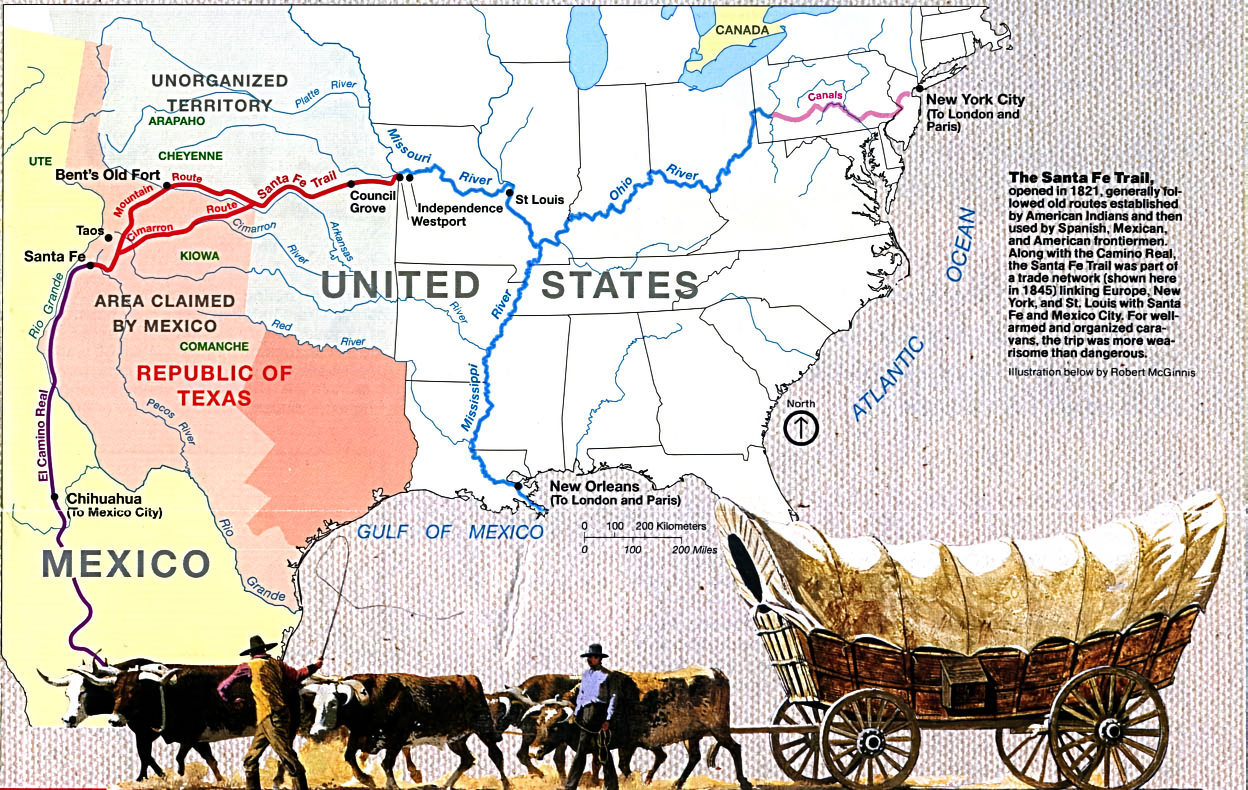
Mapa del Camí de Santa Fe amb dibuix d'una carreta coberta tirada per bous

### Carruatges

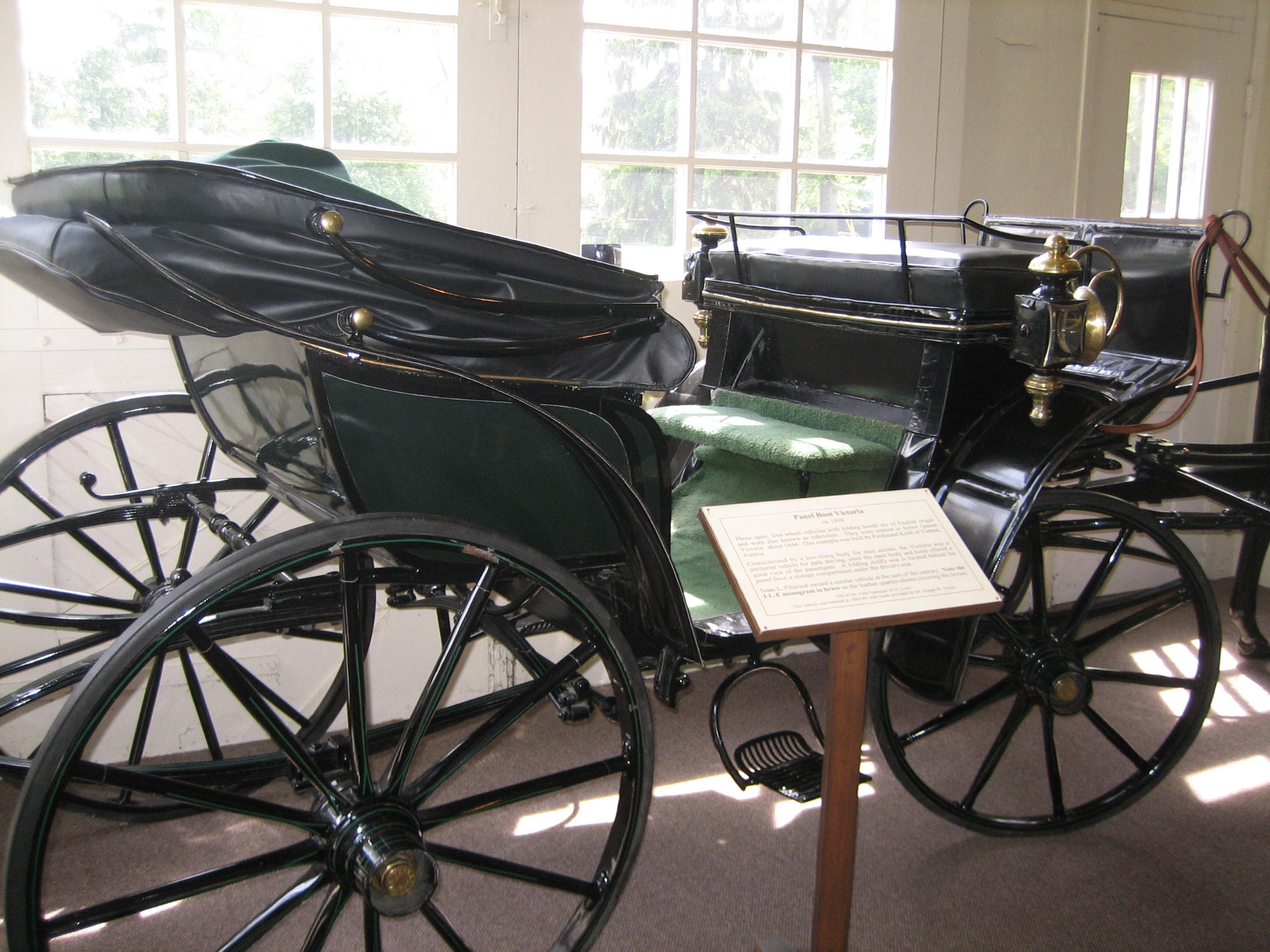
Carruatge tipus "Victòria" amb capota per als seients posteriors
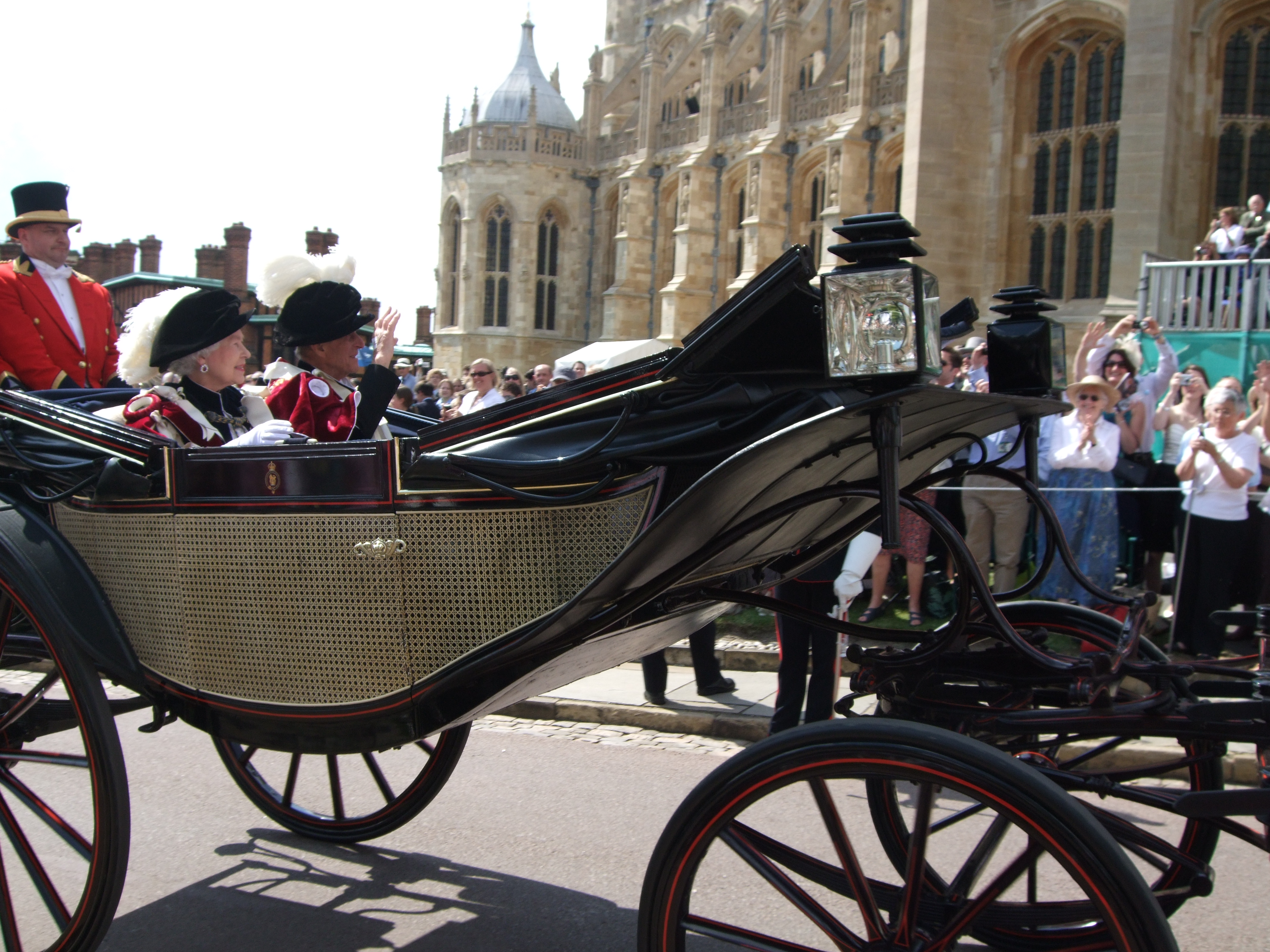
Doble capota

### Automòbils

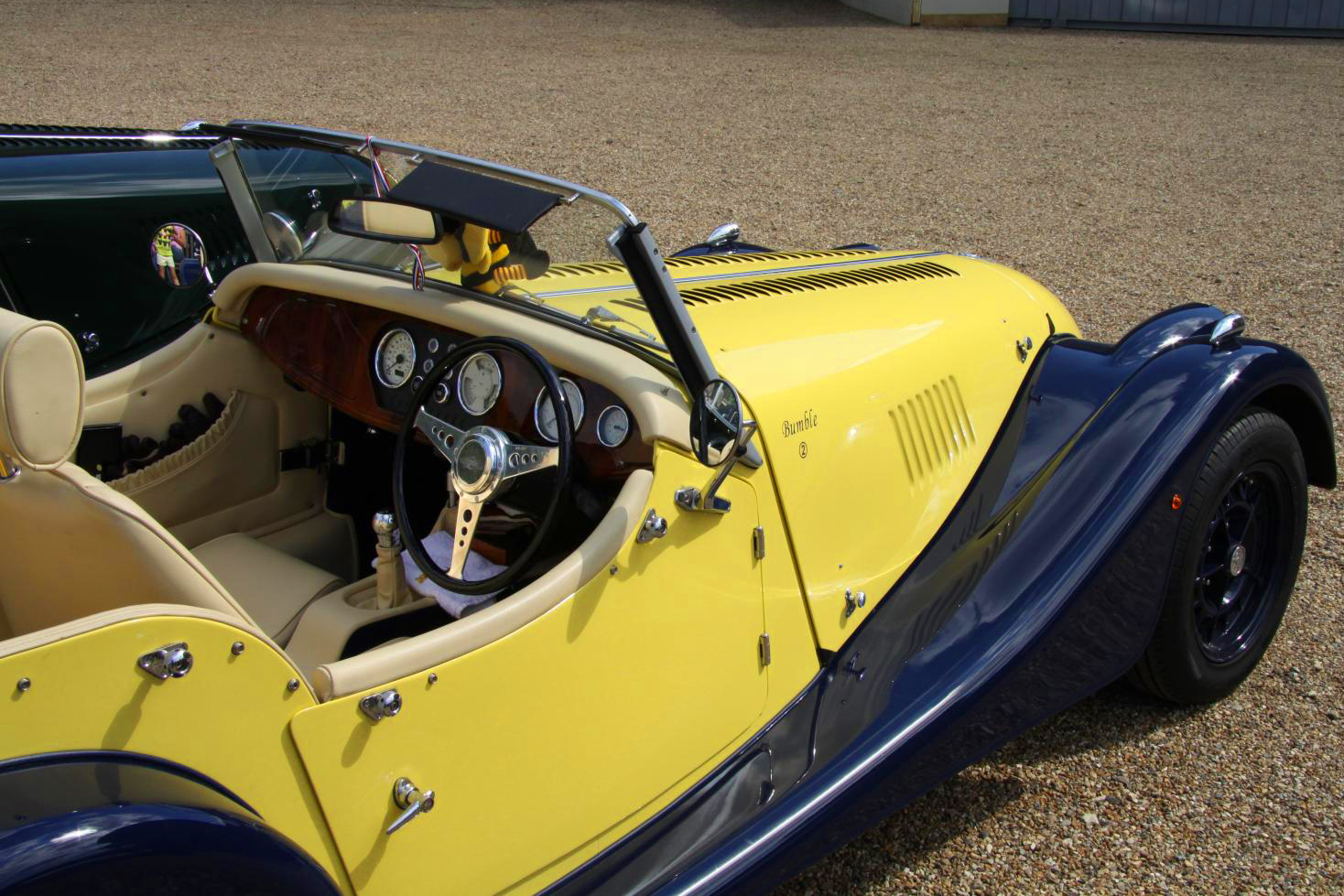
Automòbil Morgan amb la capota plegada
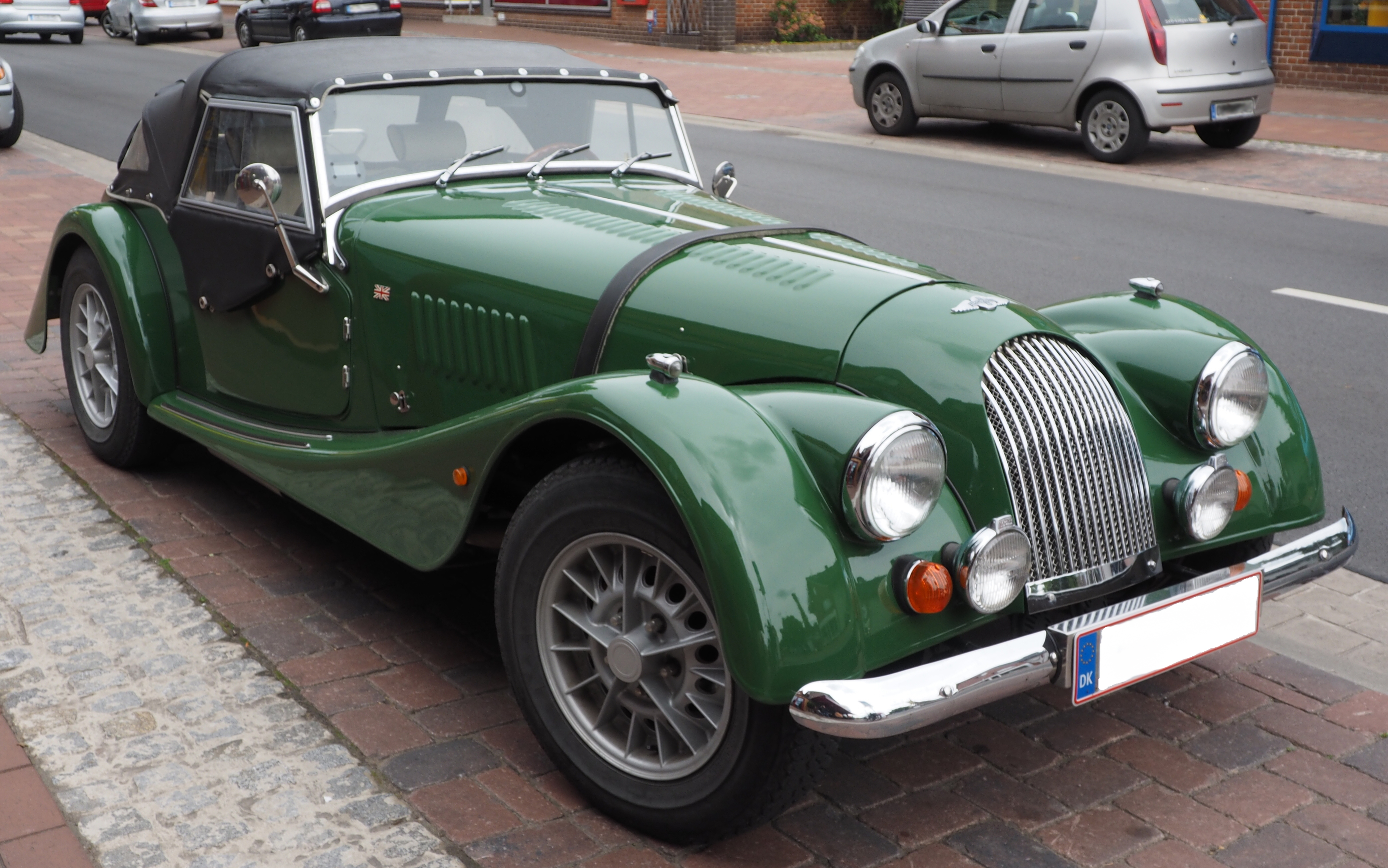
Automòbil Morgan amb la capota parada

## Pantalles i cobertes en vaixells

### Galeres
La part de popa de les galeres s'anomenava tendal, precisament perquè anava coberta amb una peça de tela.

## Artefactes inflables
- Bot inflable
- Moble inflable
- Salvavides inflable
- Matalàs inflable

## Elements de la llar
- Coixineres
- Coixins
- Matalassos
- Cortines
- Mosquiteres
- Pantalles de làmpades
- Hamaca